# ふ

En la escritura japonesa, los caracteres silábicos (o, con más propiedad, moraicos) ふ (hiragana) y フ (katakana) ocupan el 28º lugar en el sistema moderno de ordenación alfabética gojūon (五十音), entre ひ y へ; y el 32º en el poema iroha, entre け y こ. En la tabla a la derecha, que sigue el orden gojūon (por columnas, y de derecha a izquierda), se encuentra en la sexta columna (は行, "columna HA") y la tercera fila (う段, "fila U").
Tanto ふ como フ provienen del kanji 不.
Pueden llevar el signo diacrítico dakuten: ぶ, ブ; así como el handakuten: ぷ, プ.
Existe una versión hentaigana de ふ, , que proviene del kanji 婦.

## Romanización
Según el sistema de romanización Hepburn:
- ふ, フ se romaniza como "fu".

Según los sistemas de romanización Kunrei-shiki y Nihon-shiki:
- ふ, フ se romanizan como "hu".

Según los sistemas de romanización Hepburn Kunrei-shiki y Nihon-shiki:
- ぶ, ブ se romanizan como "bu".
- ぷ, プ se romanizan como "pu".

## Escritura
| Escritura de ふ | Escritura de フ |

El carácter ふ se escribe con cuatro trazos: 
1. Trazo corto diagonal hacia abajo a la derecha.
2. Trazo curvo descendiente similar a un gancho debajo del primer trazo. En ocasiones los dos primeros trazos se fusionan en uno similar en forma a un número 3.
3. Trazo diagonal hacia abajo a la izquierda en la parte inferior izquierda del carácter.
4. Trazo diagonal hacia abajo a la derecha en la parte inferior derecha del carácter.

El carácter フ se escribe con un solo trazo compuesto por una línea horizontal seguida de un trazo curvo similar a un arco de circunferencia de 90° trazado en el sentido de las agujas del reloj.

## Otras representaciones
- Sistema Braille:
| ●● －－ ●● |
- Alfabeto fonético: 「富士山のフ」 ("el fu de Fuji-san", el monte Fuji)
- Código Morse: －－・・

- Datos: Q40709
- Multimedia: ふ / Q40709